# اولیویه فوگن
اولیویه فوگن (انگلیسی: Olivier Fugen؛ زادهٔ ۱۷ اکتبر ۱۹۷۰) بازیکن فوتبال اهل فرانسه است.
از باشگاه‌هایی که در آن بازی کرده‌است می‌توان به باشگاه فوتبال تروا و باشگاه فوتبال نیس اشاره کرد.